# 이동엽 (희극인)
이동엽(1979년 6월 5일 ~ )은 대한민국의 희극 배우이자 방송인이다.

## 학력
- 여의도초등학교
- 장충중학교 (졸업)
- 오산고등학교 (졸업)
- 중앙대학교 기계학과

## 출연작

### 방송
- 《웃찾사》 (SBS)
  - 〈역사 속 그날〉 독립군 역
  - 〈서울 나들이〉
  - 〈눈치의 신〉
  - 〈장스타와 두 얼간이〉
  - 〈아저씨〉동물(주로 암컷 사슴 역할)
  - 〈우리의 소리〉스승님 역
- 《토요특집 모닝와이드》 (SBS)
- 《이경규 김용만의 라인업》 (SBS)
- 《오션스 세븐》 (Comedy TV)
- 《개그 서바이벌 UFG》 (Comedy TV)
- 《방방곡곡 해피트레인》 (MBC)
- 《푸드 특공대》 (FOODTV)
- 《텐트 인 더 시티》 (Mnet)
- 《켠김에 왕까지》 (온게임넷)
- 《개그투나잇》 (SBS)
- 《개그시대》 (채널A)
- 《이제 만나러 갑니다》 (채널A)
- 《나의 사무실은 당신의 술집보다 아름답다》 (MBN)
- 《위기탈출 넘버원》 (KBS)
- 《식신로드》 (Y-STAR)
- 《삼시라면》 (FTV)
- 《헤드헌터 윤재홍의 난잡한이야기 시즌1 61회》 (팟캐스트)
- 《좋은 친구들》 (SBS Plus)
- 《동엽 미자의 행복한 국군》 (국방FM)
- 《굿모닝 대한민국 라이브》 (KBS2)

### 드라마
- 《대물》 (SBS, 2010년) - 악덕 매니저 역

### 영화
- 《수상한 이웃》 (2019년) - 아빠1 역

### 유행어
- <웃찾사>
  - 개미 퍼 먹어 (서울 나들이)
  - 서울 말은 너무 쉬운 것 같아요 (서울 나들이)
  - 박수 치지말고 웃어요 (서울 나들이)
  - 아저씨... (아저씨)
  - 여기가 어디예요? 누가 날 잡아왔어요? (역사 속 그날)
  - 그래요, 이렇게 운동을 해요 살이 많이 빠지겠어요. (역사 속 그날)
  - 너~~무 좋아요~~ (역사 속 그날)
  - 재훈아~ (우리의 소리)
  - 손바닥 대. (우리의 소리)

## 음반
- 이러쿵 저러쿵 (2018년)

## 수상
- 2007년 Mnet 20's초이스 올해의유행어상
- 2007년 SBS 방송연예대상 코미디 신인상
- 2014년 SBS 방송연예대상 코미디 최우수상